# Cariñena
Cariñena ist eine spanische Gemeinde (municipio) in der Provinz Saragossa der Autonomen Gemeinschaft Aragonien. Sie ist Hauptort der Comarca Campo de Cariñena und damit Zentrum eines weltbekannten Weinanbaugebietes.

## Weinbau
Cariñena gilt als eines der ältesten Weinbaugebiete Spaniens und hat einen hervorragenden Ruf. 1932 wurde die Zone ausgewiesen und erhielt 1960 das Prädikat Denominación de Origen. Hier entstand auch die bedeutendste Rebsorte Nordspaniens, die Cariñena (in Rioja und Navarra Mazuelo), die allerdings im Anbaugebiet Cariñena im Gegensatz zu Garnacha und Tempranillo eine nur nachgeordnete Rolle spielt.

## Centro de Interpretación del Ferrocarril de la Comarca Campo de Cariñena
Mit dem Centro de Interpretación del Ferrocarril de la Comarca Campo de Cariñena hat die Gemeinde ein Eisenbahnmuseum, das an den Bau 46 Kilometer langen Ferrocarril de Cariñena a Zaragoza zwischen Cariñena und Zaragoza durch den Ingenieur Juan Font Iglesias ab 1882 erinnert. Die Strecke wurde 1887 eröffnet. Das Museum ist in der ehemaligen Güterhalle des Bahnhofes untergebracht.

## Gemeindepartnerschaften
- Saint-Pierre-d’Oléron (seit 1984, Frankreich)
- Spangenberg (seit 2018, Deutschland)